# Le Costume
Pour plus de détails, voir Fiche technique et Distribution.
Le Costume (Шик, Chik) est un film russe réalisé par Bakhtiar Khudojnazarov, sorti en 2003.

## Synopsis
Trois jeunes amis vivent dans une petite ville du littoral, en Crimée. Ils rêvent de s'emparer d'un costume qui leur permettrait de paraître adultes...

## Fiche technique
Sauf indication contraire, les informations mentionnées dans cette section peuvent être confirmées par la base de données cinématographiques IMDb,  présente dans la section « Liens externes ».
- Titre : Le Costume
- Titre original : Chik / Шик (littéralement « Chic » au sens d'« élégant »)
- Titre anglais international : The Suit
- Réalisation : Bakhtiar Khudojnazarov
- Scénario : Oleg Antonov
- Musique : Daler Nazarov
- Photographie : Vladimir Klimov
- Montage : Andreï Vernidoub
- Décors : Aleksandr Chourikhine
- Costumes : Svetlana Titova
- Production : Bakhtiar Khudojnazarov et Ruben Dishdishyan
  - Production associée : Karl Baumgartner, Andrea De Liberato, Éric Heumann, Amedeo Pagani (it), Marc Sillam et Alain Vannier
  - Production déléguée : Rusht Rushtov
- Sociétés de production : Central Partnership, Orly Films, Pandora Filmproduktion,  Paradis Films, Poetiche Cinematografiche et VISS
- Société de distribution : Océan Films (France)
- Pays de production :  Russie
  - Pays de coproduction :  Allemagne,  France,  Italie,  Ukraine
- Langue originale : russe
- Format : couleurs - 1,85:1 - Dolby Digital - 35 mm
- Genre : comédie dramatique
- Durée : 92 minutes
- Dates de sortie :
  - Allemagne : 9 février 2003 (Festival de Berlin)
  - France : 30 avril 2003
  - Russie : 30 juin 2003 (Festival de Moscou)
  - Belgique : 9 juillet 2003

## Distribution
Sauf indication contraire, les informations mentionnées dans cette section peuvent être confirmées par la base de données cinématographiques IMDb,  présente dans la section « Liens externes ».
- Alexandre Yatsenko : le « Fonceur » (en russe : « Штырь », littéralement « Épingle »)
- Arthur Smolianinov : Geka
- Ivan Kokorine : le « Muet » (en russe : « Немой », littéralement « Idiot »)
- Ingeborga Dapkūnaitė : Assia
- Andreï Panine : « Platon »
- Elena Drobysheva : la mère du « Fonceur »
- Rouslana Roukhadze : Dina
- Nikolaï Fomenko : Botia
- Inna Sukharev : « Mona Lisa » (en russe : « Джоконда », littéralement « Joconde »)
- Aleksandr Donskoy : Edik

## Production
Le film est tourné à Sébastopol et Balaklava, en Crimée.

## Distinctions
Sauf indication contraire, les informations mentionnées dans cette section peuvent être confirmées par la base de données cinématographiques IMDb,  présente dans la section « Liens externes ».

### Récompenses
- Festival international du film de Tōkyō 2003 :
  - Prix spécial du jury
  - Prix de la meilleure contribution artistique (pour Bakhtiar Khudojnazarov)
- Kinotavr 2003 : Grand Prix (deuxième prix)
- Nika 2004 : meilleur second rôle masculin pour Andreï Panine

### Nominations et sélections
- Berlinale 2003 : sélection officielle Panorama
- Festival international du film de Tōkyō 2003 : en compétition pour le Grand Prix
- Kinotavr 2003 : en compétition pour le Grand Prix du festival (premier prix)
- Prix 2003 de la Guilde russe des critiques de cinéma : meilleure direction artistique pour Aleksandr Chourikhine
- Nika 2004 :
  - Meilleure musique pour Daler Nazarov
  - Meilleur second rôle féminin pour Ingeborga Dapkūnaitė
- Aigle d'or 2004 : meilleurs costumes pour Svetlana Titova
- Prix 2004 de la Guilde russe des directeurs de la photographie : meilleure photographie dans un long métrage pour Vladimir Klimov